# McCammon
McCammon es una ciudad situada en el condado de Bannock, Idaho, Estados Unidos. Tiene una población estimada, a mediados de 2023, de 816 habitantes.

## Geografía
La localidad está ubicada en las coordenadas 42°38′54″N 112°11′22″O / 42.64833, -112.18944. Según la Oficina del Censo, tiene una superficie total de 5.84 km², de los cuales 5.77 km² corresponden a tierra firme y 0.07 km² están cubiertos de agua.

## Demografía
Según el censo de 2020, en ese momento había 825 personas residiendo en la localidad. La densidad de población era de 142.98 hab./km². El 93.82% de los habitantes eran blancos, el 0.12% era afroamericano, el 0.73% eran amerindios, el 1.45% eran de otras razas y el 3.88% eran de una mezcla de razas. Del total de la población, el 3.52% eran hispanos o latinos de cualquier raza.